# Eudorylas anaclastus
Eudorylas anaclastus är en tvåvingeart som beskrevs av Skevington 2003. Eudorylas anaclastus ingår i släktet Eudorylas och familjen ögonflugor. Inga underarter finns listade i Catalogue of Life.